# Eutropis rugifera
Eutropis rugifera är en ödleart som beskrevs av  Ferdinand Stoliczka 1870. Eutropis rugifera ingår i släktet Eutropis och familjen skinkar. Inga underarter finns listade i Catalogue of Life.